# 克雷斯皮纳-洛伦扎纳

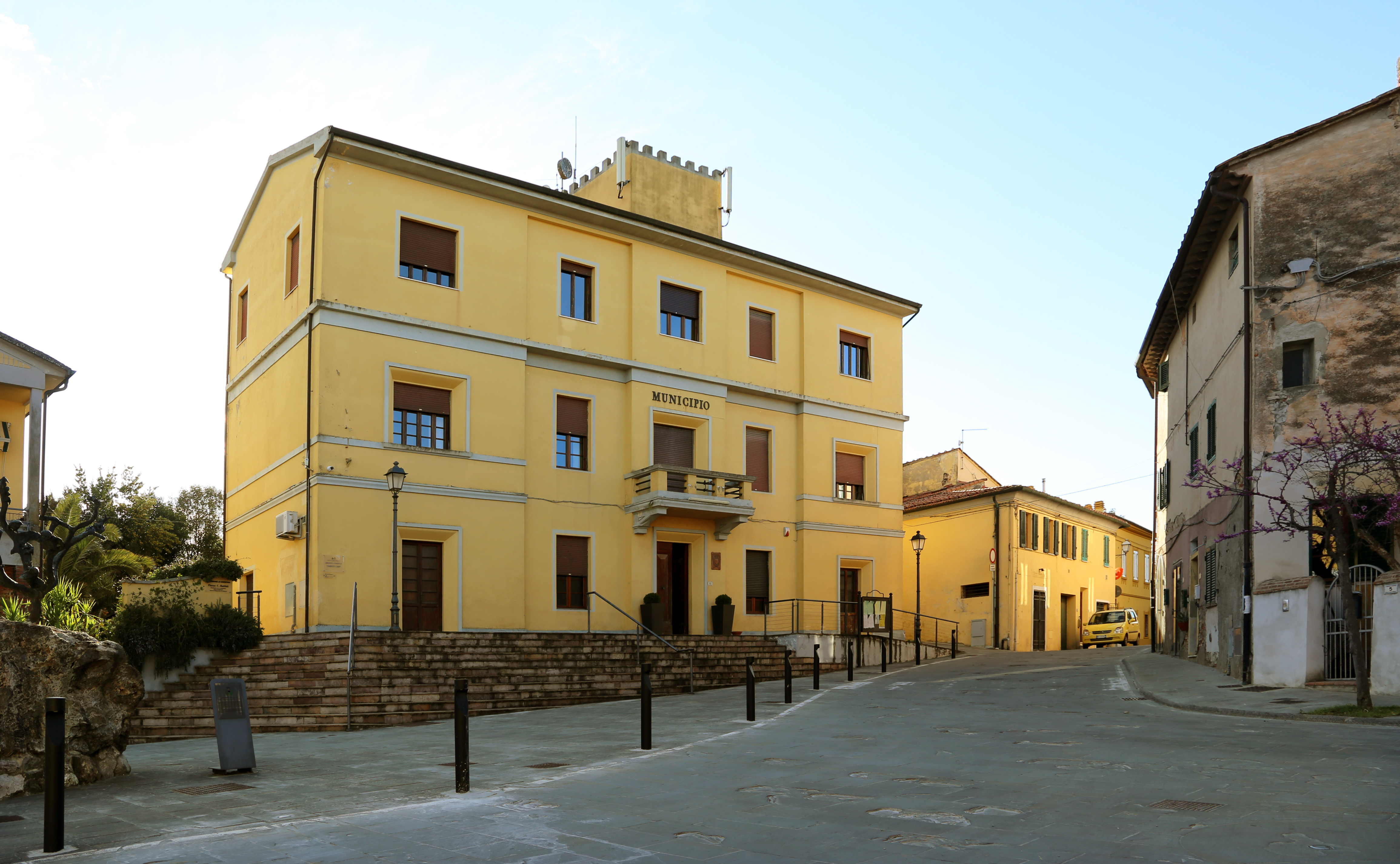
市政厅

克雷斯皮纳-洛伦扎纳（義大利語：Crespina Lorenzana）是意大利托斯卡纳大区比薩省的市镇。市镇面积为46.43平方公里，2013年人口数量为5,436人。
该市镇设立于2014年1月1日，由克雷斯皮纳和洛伦扎纳两市镇合并而成。市镇下分为6个分区。行政中心为克雷斯皮纳。